# Liste der Mitglieder der American Academy of Arts and Sciences/1975
Im Jahr 1975 wählte die American Academy of Arts and Sciences 147 Personen zu ihren Mitgliedern.

## Neugewählte Mitglieder
- Francis Alfred Allen (1919–2007)
- Milton Vasil Anastos (1909–1997)
- John William Atkinson (1923–2003)
- Kurt Baier (1917–2010)
- Grigory Isaakovich Barenblatt (1927–2018)
- Alan Hildreth Barrett (1927–1991)
- Lloyd M. Beidler (1922–2003)
- Richard Ernest Bellman (1920–1984)
- Gerald Eades Bentley (1901–1994)
- Ernest Beutler (1928–2008)
- Cyril Edwin Black (1915–1989)
- Hubert Morse Blalock (1926–1991)
- Peter Michael Blau (1918–2002)
- Gordon Howard Bower (1932–2020)
- Raymond Bowers (1927–1979)
- Richard Booker Brandt (1910–1997)
- Winslow Russell Briggs (1928–2019)
- Bernard Brodie (1910–1978)
- Gerald Edward Brown (1926–2013)
- Alastair Francis Buchan (1918–1976)
- Johannes Adrian Bernard van Buitenen (1928–1979)
- Robert Harza Burris (1914–2010)
- John Werner Cahn (1928–2016)
- Frederic Gomes Cassidy (1907–2000)
- André Adrien Chastel (1912–1990)
- Thomas Edward Cheatham (1929–2001)
- Gerhard Ludwig Closs (1928–1992)
- Julian David Cole (1925–1999)
- Sidney Richard Coleman (1937–2007)
- James Paddock Collman (* 1932)
- Edward Toner Cone (1917–2004)
- Fernando Jose Corbato (1926–2019)
- Andre Frederic Cournand (1895–1988)
- Philip DeArmond Curtin (1922–2009)
- Ralf Gustav Dahrendorf (1929–2009)
- George Bernard Dantzig (1914–2005)
- Donald Herbert Davidson (1917–2003)
- Helene Rosenbach Deutsch (1884–1982)
- Edsger Wybe Dijkstra (1930–2002)
- August Henry Doermann (1918–1991)
- Ethelbert Talbot Donaldson (1910–1987)
- Theodore Draper (1912–2006)
- Stewart Duke-Elder (1898–1978)
- Setsuro Ebashi (1922–2006)
- Robert Eisner (1922–1998)
- Geoffrey Rudolph Elton (1921–1994)
- John Niemeyer Findlay (1903–1987)
- Donald Sharp Fredrickson (1924–2002)
- Hans-Georg Gadamer (1900–2002)
- George Horace Gallup (1901–1984)
- E. Peter Geiduschek (1928–2022)
- Alan Gewirth (1912–2004)
- Abraham Samuel Goldstein (1925–2005)
- William J. Goode (1917–2003)
- Ward Hunt Goodenough (1919–2013)
- Verne Edwin Grant (1917–2007)
- Hans Gustav Güterbock (1908–2000)
- Louis Eliahu Guttman (1916–1987)
- John Whitney Hall (1916–1997)
- Marshall Hall (1910–1990)
- Norman Bruce Hannay (1921–1996)
- Richard Mervyn Hare (1919–2002)
- Charles Hartshorne (1897–2000)
- Abner McGehee Harvey (1911–1998)
- Marion Frederick Hawthorne (1928–2021)
- Elizabeth Dexter Hay (1927–2007)
- Anthony Evan Hecht (1923–2004)
- Ben Walter Heineman (1914–2012)
- David Joseph Herlihy (1930–1991)
- Erwin Nick Hiebert (1919–2012)
- Jack Hirshleifer (1925–2005)
- George Keble Hirst (1909–1994)
- John Joseph Hopfield (* 1933)
- Walter Isard (1919–2010)
- Elwood Vernon Jensen (1920–2012)
- Sanford Harold Kadish (1921–2014)
- George Sydney Roberts Kitson Clark (1900–1975)
- Philip Arthur Larkin (1922–1985)
- Yuan Tseh Lee (* 1936)
- Erich Leo Lehmann (1917–2009)
- Robert Mayer Lumiansky (1913–1987)
- John Leask Lumley (1930–2015)
- Norman Adrian Malcolm (1911–1990)
- William Richard Matthews (1905–1975)
- Henry William Menard (1920–1986)
- Henry Armand Millon (1927–2018)
- Paul J. Mishkin (1927–2009)
- Peter Dennis Mitchell (1920–1992)
- Michio Morishima (1923–2004)
- Steven Muller (1927–2013)
- Nathaniel Louis Nathanson (1908–1983)
- Edward Nelson (1932–2014)
- Gerry Neugebauer (1932–2014)
- Helen Florence North (1921–2012)
- Eugene Pleasants Odum (1913–2002)
- James Marshall Osborn (1906–1976)
- Jeremiah Paul Ostriker (1937–2025)
- Elena V. Paducheva (1935–2019)
- Octavio Paz (1914–1998)
- Ralph Brazelton Peck (1912–2008)
- Sheldon Penman (1930–2021)
- Arno Allan Penzias (1933–2024)
- Alvin Carl Plantinga (* 1932)
- John Greville Agard Pocock (1924–2023)
- Michael Oser Rabin (* 1931)
- Helen Margaret Ranney (1920–2010)
- Calyampudi Radakrishna Rao (1920–2023)
- Martin John Rees (* 1942)
- Edward Reich (* 1927)
- Bernard Carl Emmanuel Rensch (1900–1990)
- Charles Clifton Richardson (* 1935)
- William Harrison Riker (1920–1993)
- Herbert Ellis Robbins (1915–2001)
- Allan Richard Robinson (1932–2009)
- Harold Rosenberg (1906–1978)
- Carlo Rubbia (* 1934)
- Kenneth John Ryan (1926–2002)
- Abdelhamid Ibrahim Sabra (1924–2013)
- Giovanni Sartori (1924–2017)
- Howard Allen Schneiderman (1927–1990)
- Nevin Stewart Scrimshaw (1918–2013)
- Richard Burton Setlow (1921–2015)
- Howard Ensign Simmons (1929–1997)
- Hallett Darius Smith (1907–1996)
- Melford Elliot Spiro (1920–2014)
- Melvin Ernest Stern (1929–2010)
- Lubert Stryer (1938–2024)
- John Crossley Swallow (1923–1994)
- Andrew Gabriel Szent-Gyorgyi (1924–2015)
- Rene Frederic Thom (1923–2002)
- Charles Tilly (1929–2008)
- Samuel Chao Chung Ting (* 1936)
- Sin-itiro Tomonaga (1906–1979)
- Albert Alan Townsend (1917–2010)
- Robert Charles Tucker (1918–2010)
- Isadore Twersky (1930–1997)
- Milton Denman Van Dyke (1922–2010)
- Robert Edward Ward (1916–2009)
- Saul S. Weinberg (1911–1992)
- Otto Hermann Eduard Westphal (1913–2004)
- Harrison Colyar White (1930–2024)
- George McClelland Whitesides (* 1939)
- Edward Reed Whittemore (1919–2012)
- Kenneth Geddes Wilson (1936–2013)
- Bertram David Wolfe (1896–1977)
- Frances Amelia Yates (1899–1981)
- Yakov Borisovich Zel’dovich (1914–1987)